# Eurystomatina terricolum
Eurystomatina terricolum is een rondwormensoort uit de familie van de Enchelidiidae. De wetenschappelijke naam van de soort is voor het eerst geldig gepubliceerd door de Man.